# ناوشکن تیپ ۴۵
ناوشکن تیپ ۴۵ (به انگلیسی: Type 45 destroyer) یک کشتی است که طول آن ۱۵۲٫۴ متر (۵۰۰ فوت ۰ اینچ) می‌باشد.